# ایوت ویلسون
ایوت ویلسون (انگلیسی: Yvette Wilson؛ ۶ مارس ۱۹۶۴ – ۱۴ ژوئن ۲۰۱۲ (۴۸ سال)) یک بازیگر سینما، و هنرپیشه اهل ایالات متحده آمریکا بود. وی بین سال‌های ۱۹۹۲ تا ۲۰۱۲ میلادی فعالیت می‌کرد.